# Ahmed Kamal El-Din Hafez Bayoumy
Ahmed Kamal El-Din Hafez Bayoumy (en arabe : احمد كمال الدين حافظ بيومي), né le 2 mars 1987, est un nageur égyptien.

## Carrière
Ahmed Kamal El-Din Hafez Bayoumy est médaillé de bronze du relais 4 x 100 mètres quatre nages aux Championnats d'Afrique de natation 2010 à Casablanca.
Il est médaillé d'argent du relais 4 x 100 mètres nage libre et médaillé de bronze du 200 mètres brasse aux Championnats d'Afrique de natation 2012 à Nairobi.